# ファンシー・ピクチャー

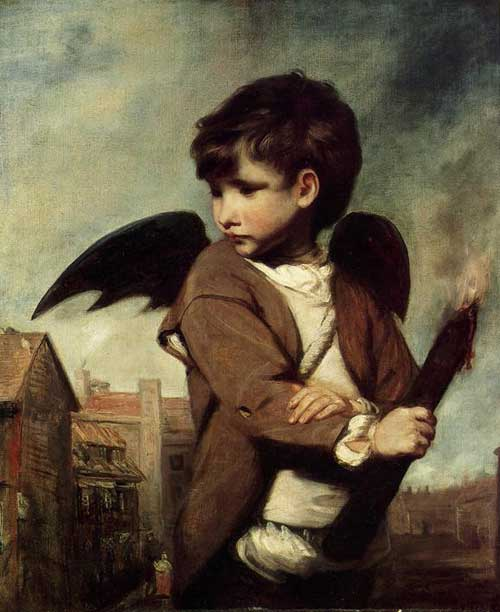
ジョシュア・レイノルズ『Cupid as Link Boy（松明持ちとしてのキューピッド）』(1773)。ファンシー・ピクチャーでは仮装させることもあった。

ファンシー・ピクチャー（Fancy picture）とは、風俗画のサブジャンルのこと。
美術評論家・美術史家ジョージ・ヴァーチュー（George Vertue）は1737年に、空想で生み出した要素あるいは話の筋を含む風俗画を、具体的には、フィリップ・メルシエ（Philip Mercier）の『窓辺のヴェネチア人少女』や『5つの情景』シリーズといった絵を表す際、「Fancies」という造語を作った。その後ジョシュア・レノルズが、トマス・ゲインズバラが最後の10年間に描いた物乞いや田舎の子供たちの絵を表す時、「Fancies」という語を同様のサブ・ジャンルの意味に拡大させた「ファンシー・ピクチャー」という語を考案した。

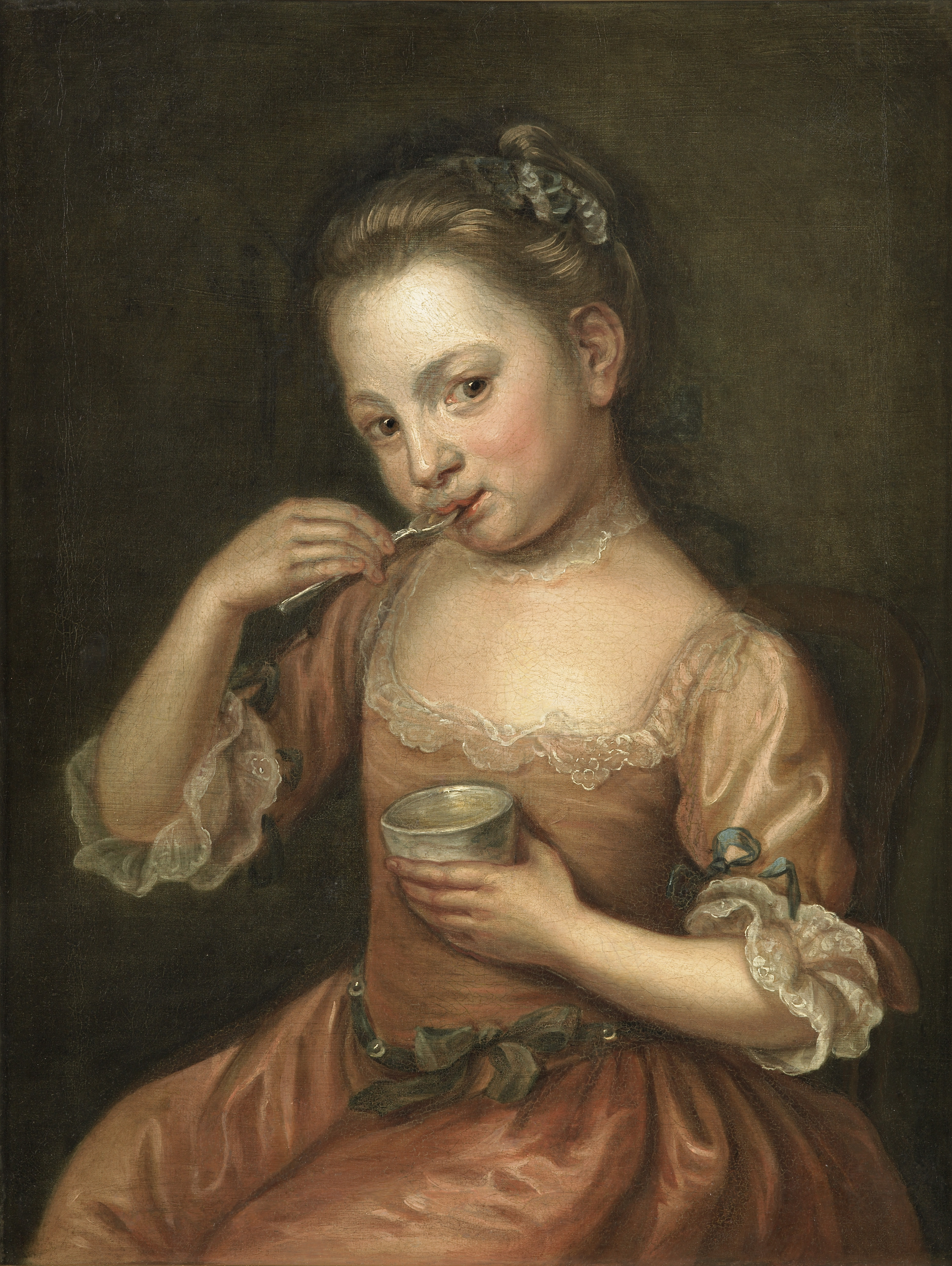
フィリップ・メルシエ「五感 - 味覚」1689

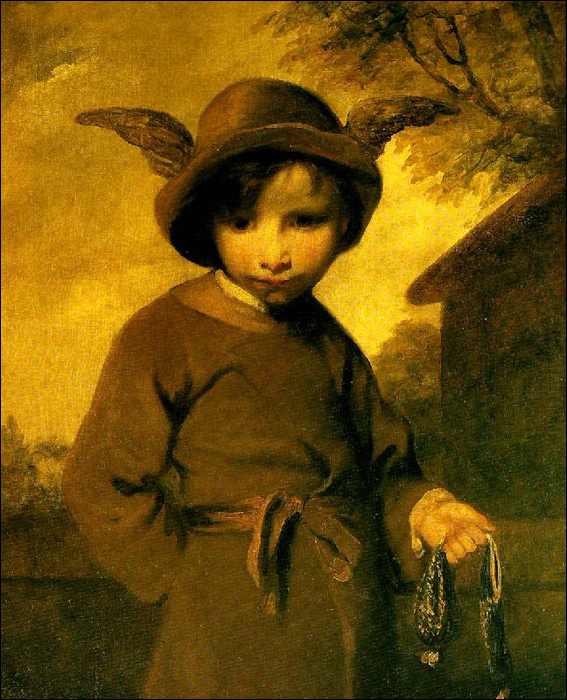
ジョシュア・レイノルズ「Mercury as Cut Purse miser（けちな巾着切りとしてのマーキュリー）」（「Cupid as Link Boy」と対となっている作品）（1774年）

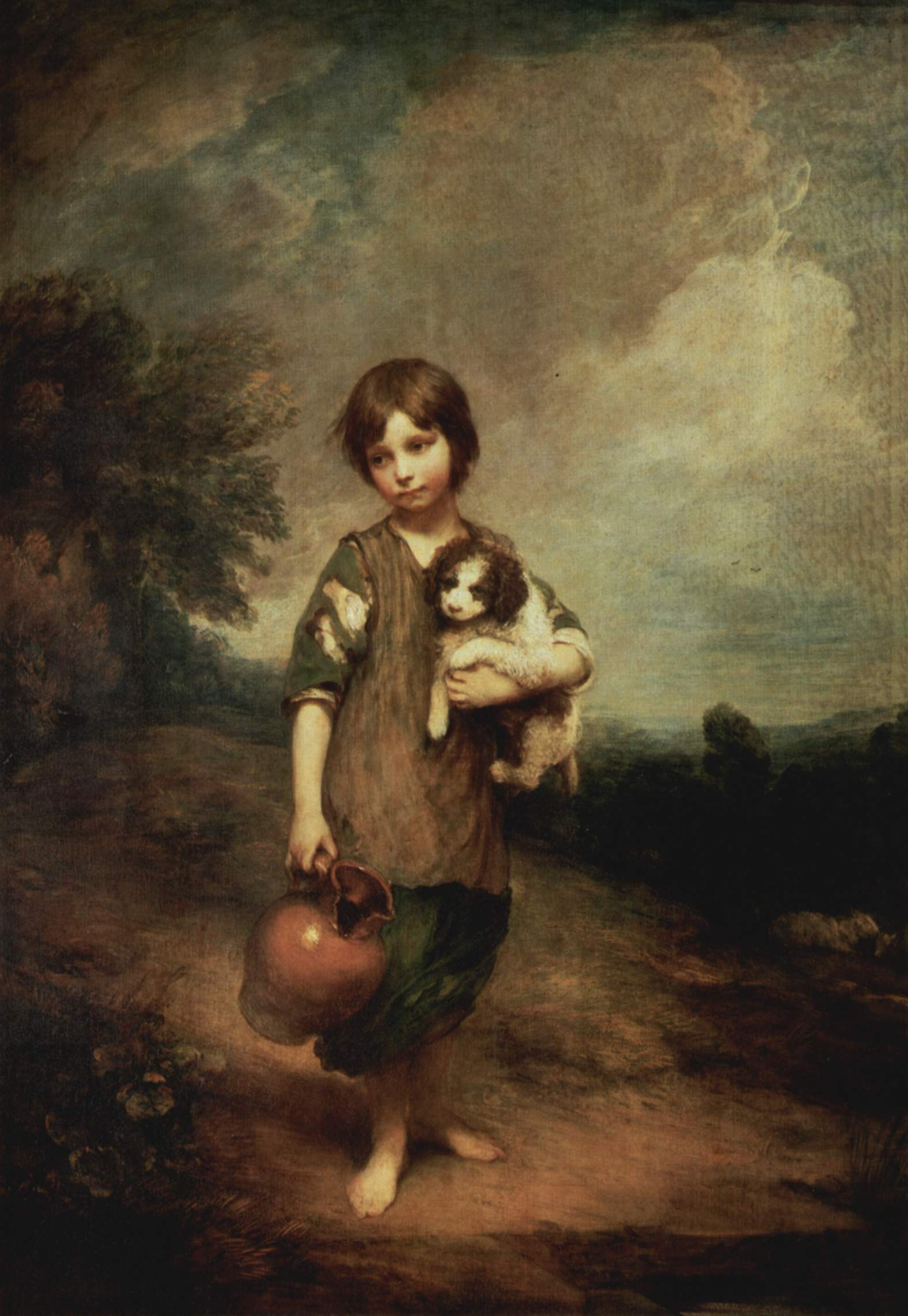
トマス・ゲインズバラ「犬とピッチャーを持つ農家の少女」(1785)

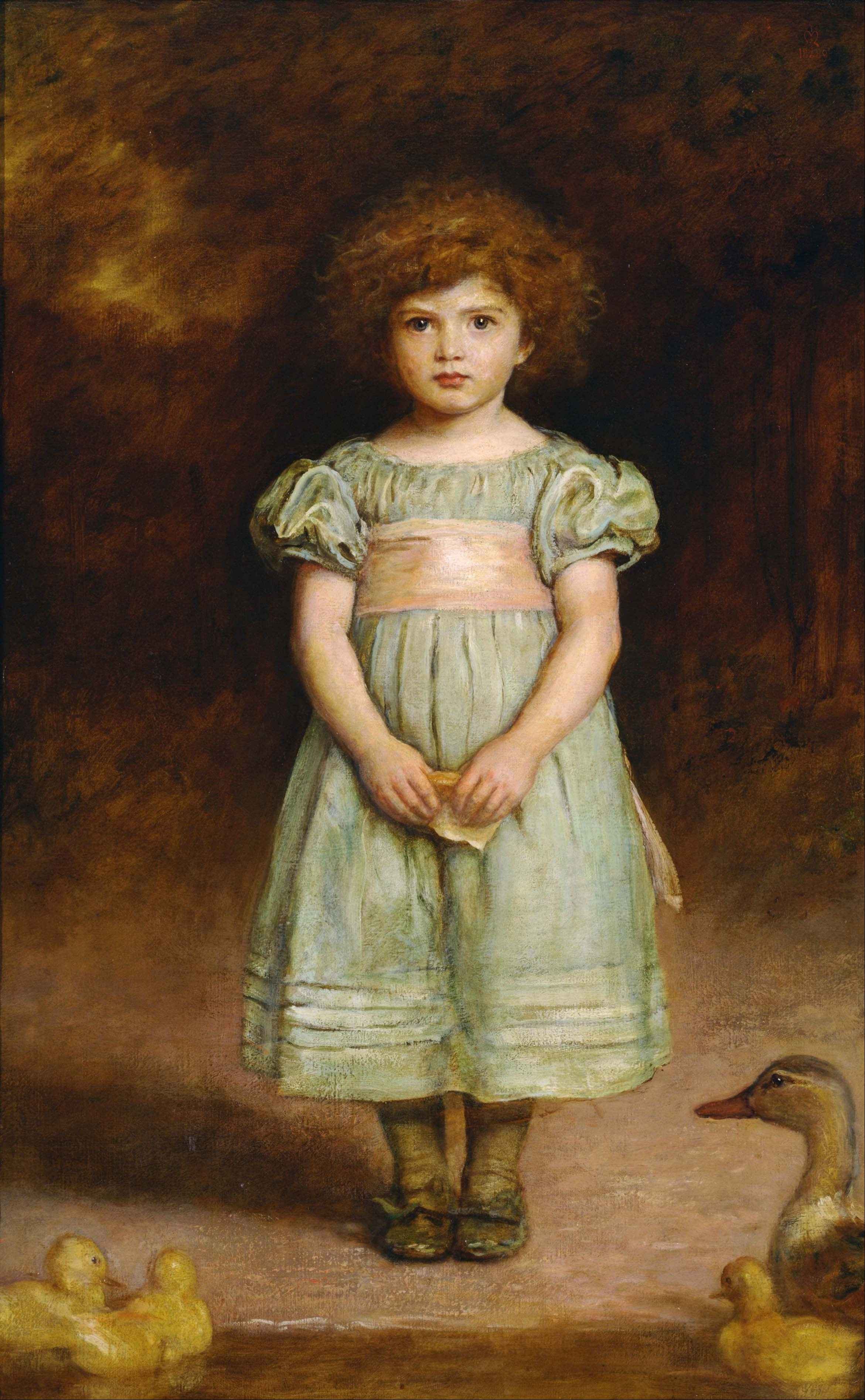
ジョン・エヴァレット・ミレー「あひるの子」（1889年）